# Ben Mazué
Benjamin Mazuet, dit Ben Mazué, est un auteur-compositeur-interprète et musicien français, né le 24 janvier 1981 à Nice.
Il se lance dans la musique à l'âge de 25 ans. Récompensé par le prix SACEM des découvertes en 2006 et le prix Paris Jeunes Talents en 2008, il est lauréat du FAIR en 2010. Mazué signe chez Columbia, qui édite son premier album en 2011.

## Biographie

### Enfance et études
Né à Nice le 24 janvier 1981 d'une mère professeure de français et d'un père architecte, Ben Mazué entre au conservatoire pour étudier le piano,. Durant son enfance, sa famille vit à Biot puis s'installe à Paris. À l'adolescence, il choisit de rester dans la capitale alors que ses parents retournent dans le sud. Il devient médecin généraliste avant de se lancer dans la musique à 25 ans,.
Après un concert à Bayonne, il décide de se lancer dans une carrière de soliste trompettiste en compagnie de Bertrand Guiry. Il a ainsi quitté sa région natale pour vivre à Bassussarry, près de Biarritz.

### Carrière musicale
Ben Mazué se produit dans les bars en duo, puis intègre le groupe La Plage. Le prix SACEM des découvertes lui est attribué lors de l'édition 2006 du Festival Jacques Brel de Vesoul,. Lauréat du prix Paris Jeunes Talents en juin 2008, puis du FAIR en 2010, il enchaîne les spectacles en première partie d'Anis, Tété et Hocus Pocus. Ben Mazué donne également de très nombreux concerts à titre personnel, notamment au Printemps de Bourges et aux Francofolies,.
Terrain d'entente, son premier EP 5-titres, sort en 2007. Il est suivi d'un deuxième EP fin 2010, réalisé avec le concours du guitariste Clément Simounet, de Régis Ceccarelli et de Jean-Pierre Sluys. Ben Mazué signe un contrat avec le label Columbia, filiale de Sony Music. Son premier album paraît en octobre 2011. Les titres Confession d'un rap addict et Mes monuments sortent en single. Le 3e simple extrait de l'album, C'est léger, est interprété en duo avec la chanteuse Pauline Croze. Ben Mazué effectue une tournée française pour promouvoir son album.
En 2015, il apparaît sur l'album collectif de Grand Corps Malade Il nous restera ça avec son titre La Résiliation.
Son troisième album, La Femme idéale, sort le 14 septembre 2017 chez Columbia/Sony Music. Y apparaît notamment la chanson "J'attends" en duo avec Pomme.
Ben Mazué est par ailleurs auteur-compositeur et a notamment écrit des chansons pour Axelle Red, Fréro Delavega, Pomme, Patricia Kaas, Arcadian, Benjamin Siksou, Tom Frager, ou Grand Corps Malade.
En 2020 sort son quatrième album, intitulé Paradis. Un bilan de sa vie à l’aube de la quarantaine et après sa séparation. Le titre Paradis fait référence à ce qu'il considère comme son paradis sur Terre : l'île de la Réunion. Le premier single sorti est Quand je marche. L'album contient aussi des duos avec Jérémy Frérot, Poupie ou Anaïde Rozam.
Il sort lauréat 2020-2021 du prix Charles Cros lycéen de l'Académie Charles Cros avec sa chanson Quand je marche.
Le vendredi 11 février 2022, après avoir interprété Des nouvelles, il remporte sa première récompense aux Victoires de la musique, dans la catégorie du spectacle musical, tournée ou concert.

### Autres activités
En juin 2023, il annonce sur Instagram avoir créé un podcast de 10 épisodes appelé Amour Jungle. Il a été co écrit avec Fanny Sidney. Les épisodes ont été diffusés du 18 juin au 5 novembre sur toutes les plateformes de téléchargement.

## Discographie

### Singles
- 2011 : Confession d'un rap addict
- 2011 : Mes monuments
- 2011 : La valse
- 2011 : C'est léger (avec Pauline Croze)
- 2012 : Pan
- 2014 : Vivant
- 2014 : 14 ans
- 2014 : 25 ans
- 2014 : 35 ans
- 2017 : La femme idéale
- 2017 : J'arrive[12]
- 2017 : La liesse est lovée
- 2017 : 10 ans de nous
- 2017 : La mer est calme
- 2020 : Quand je marche
- 2020 : Pas très original
- 2024 : C'est l'heure
- 2025 : Rupture (avec Yoa)
- 2025 : Famille

### EP
- 2007 : Terrain d'entente
- 2010 : Ben Mazué
- 2012 : La règle des trois unités
- 2022 : Éphémère (avec Grand Corps Malade et Gaël Faye)

### Collaborations
- Emma Peters - écriture de Allez salut
- Fréro Delavega - écriture et composition de plusieurs titres (À l'équilibre, Sweet Darling)
- Arcadian - écriture et composition de plusieurs chansons de l'album homonyme (Ton combat, Ce que tu m'as appris)
- Pomme - écriture de La Même Robe qu'hier, titre composé par Grimme (artiste)[13]
- Tom Frager - J'suis pas vraiment jaloux sur l'album Better Days en 2009
- Participation au clip La Tristitude d'Oldelaf
- Grand Corps Malade - La Résiliation
- Zaz - Demain c’est toi - Gaël Faye, Ben Mazué et Guillaume Poncelet
- Jérémy Frérot - Avant le jour et J'ai la mer et Gaffe aux autres
- Léa Paci - À nos folies
- Pomme - J'attends
- Patricia Kaas - Adèle, Sans nous
- Aldebert : La Vie d'écolier sur l'album Enfantillages 2 en 2013
- Lenox : plusieurs titres avec sur l'album Opening Act
- Yoa : Rupture
- Laurent Lamarca : Avec le temps (interlude)
- Vincent Dedienne : Je peux pas
- Merlot : Résolution
- Suarez : titres sur l'album En équilibre

## Publication
- Les Correspondants, co-écrit avec Grand Corps Malade, Éditions Jean-Claude Lattès, 2022,  (ISBN 9782709670852)